# Långan

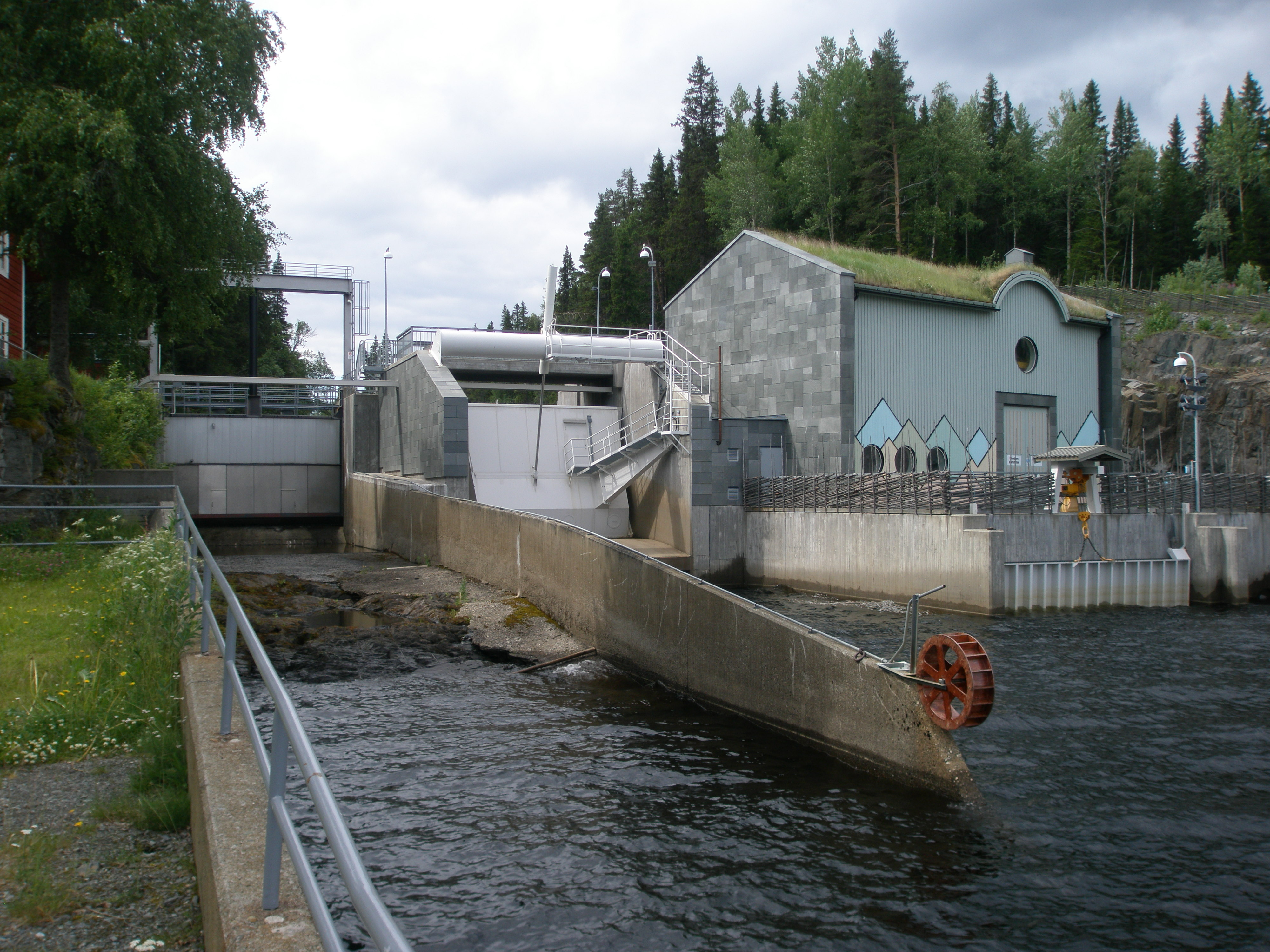
Mellan Rönnösjön och Landösjön finns en kraftstation vid Rönnöforsen

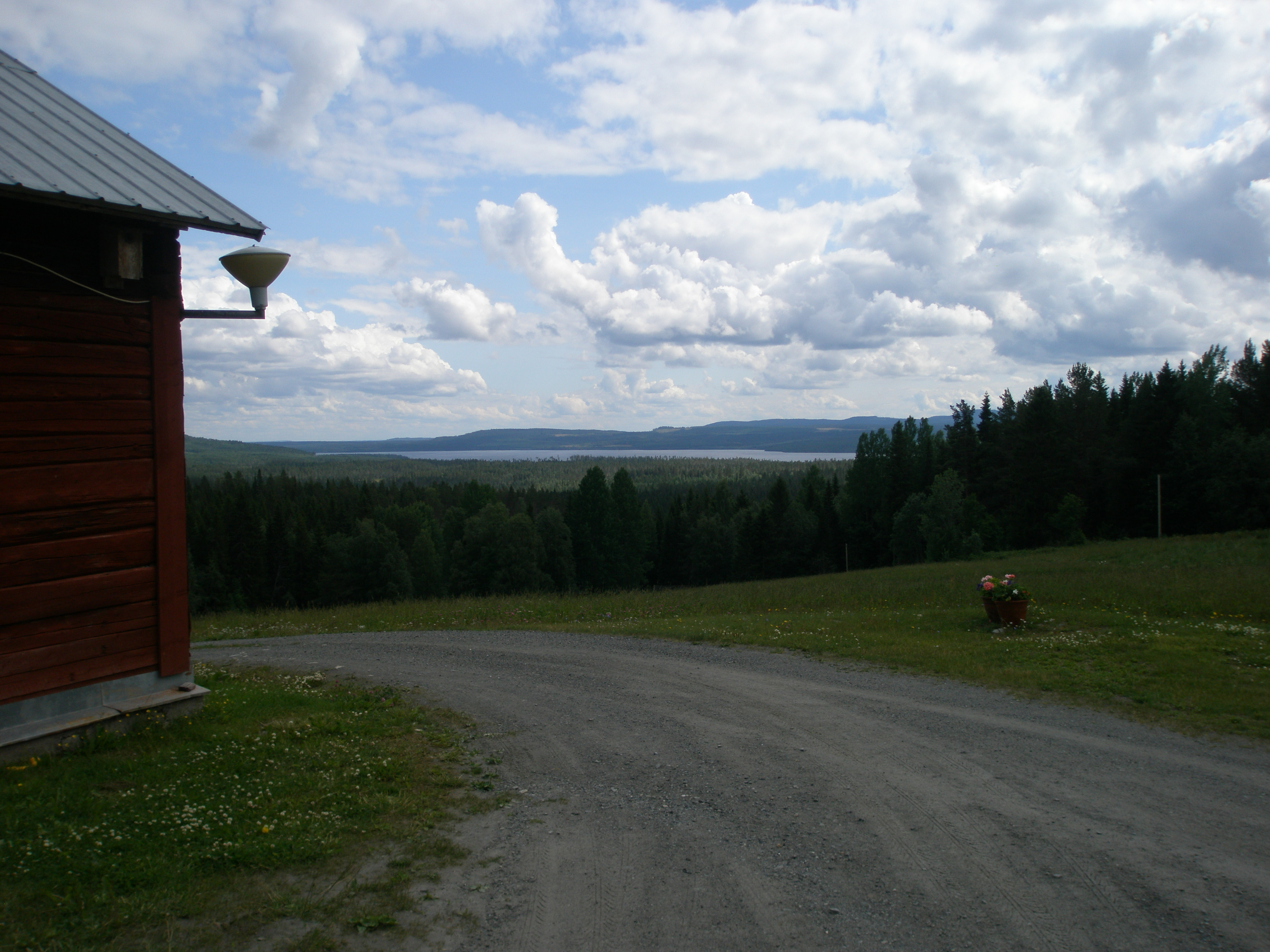
Utsikt från Brattmon i norra Offerdal mot Landösjön

Långan är en älv i nordvästra Jämtland. Långan har olika källflöden, bland annat Långsån, Oldån och Fisklösån i Oldfjällen i Offerdals socken. 

## Källflöden och sträckning
Ett av de två större källflödena börjar i Stora Burvattnet och Lilla Burvattnet och fortsätter sedan genom Stor-Mjölkvattnet, Övre Lill-Mjölkvattnet och Nedre Lill-Mjölkvattnet innan det tar emot biflödet Tvärån och vatten från Bergsjön innan det mynnar ut i Yttre Oldsjön. Det andra större källflödet kommer från Stora Korsvattnet och Lilla Korsvattnet och fortsätter därefter genom Övre Oldsjön innan det tar emot vatten från Fisklössjön genom biflödet Fisklösån innan det förenar sig med Långans andra källflöde i Yttre Oldsjön. 
Långan rinner därefter genom Rönnösjön och Landösjön i Offerdals socken i Krokoms kommun. Den flyter samman med Indalsälven vid Litsnäset strax väster om Lit i Östersunds kommun. Sträckan från Landösjön till Indalsälven är cirka 36 km lång och har en fallhöjd på cirka 68 meter och benämns nedre Långan. Långans totala längd inklusive källflöden är 136 km.

## Vattenkraftverk i Långan
Det finns fyra vattenkraftverk i Långan.
- I Långan finns en av Sveriges äldsta kraftstationer, Långforsen som uppfördes 1918 efter tillstånd av Undersåkers och Offerdals tingslags häradsrätt. Långforsen Kraftstationen är belägen i Långan cirka 7 km nedströms Landösjöns utlopp. Den ägs av den lokala energileverantören  Jämtkraft som planerar att renovera stationsbyggnaden med ny utrustning och överfallsdammen, ta bort en stenkista från flottningsperioden samt anlägga en faunapassage.[2]  Föreningen "Rädda Långan" har bildats för att hindra planerna.[källa behövs]

- Vid källflödena i Oldfjällen finns Oldens kraftverk som ägs av Statkraft Sverige AB och togs i drift 1975. Det utnyttjar fallhöjden mellan Övre Oldsjön och Yttre Oldsjön längs Oldån.

- En kraftstation finns även vid Rönnöfors mellan Rönnösjön (Rännögssjön) och Landösjön (Landögssjön) sedan år 2000. Den byggdes vid en regleringsdam anlagd på 1950-talet.[3]

- Vid Rörtjärn finns ett litet privat kraftverk som har anlagt en tub och därmed torrlagt ån från Rörtjärn i Ångsjöåns vattenområde.

### Vattenreglering
Sedan början av 1940-talet har ett flertal vattenregleringar genomförts i Långan. Det finns årsregleringsmagasin i Korsvattnet (1942), Burvattnet (1942), Stor-Mjölkvattnet (1942) och Landösjön (1944). Vid tillkomsten av Oldens kraftverk reglerades Övre Lill-Mjölkvattnet och Övre Oldsjön, dit vatten från Fisklössjön numera överleds. De större vattendragen som är oreglerade är Gysån, Åkerån och delvis Ångsjöåsystemet.

## Fiske
Långan är en älv med vildmarkskaraktär. I älven finns bland annat utter och fiskfaunan utgörs av framför allt öring och harr men det finns även gädda, abborre och sik. Kanadaröding och röding finns inte naturligt i älven men vandrar ner från Landösjön, där de har planterats in. Utsättningen av Kanadaröding upphörde på 1990-talet, men de har bildat ett självreproducerande bestånd. Röding sätts däremot ut i stor omfattning i Landösjön, vilket har medfört att rödingfiske är möjligt i hela älven. Enstaka rödingindivider har vandrat ända till Indalsälvens utlopp i havet. 
Bland fiskeplatserna i Långan kan nämnas Långforsen, Lillforsen, Klöstafallet och Gråmärraforsen. Vid Långforsen finns en av de få växtplatserna för den sällsynta Jämtlandsmaskrosen.
Långan är även en viktig kanotled som framförallt används i maj och fram till midsommar, sedan blir vattenståndet normalt sett för lågt.